# ピアノソナタ 嬰ハ短調 (チャイコフスキー)
ピアノソナタ 嬰ハ短調 遺作 作品80は、ピョートル・チャイコフスキーが1865年に作曲したピアノソナタ。

## 概要
本作を作曲当時のチャイコフスキーはサンクトペテルブルク音楽院在学中であり、その最終学年であった。作曲者の生前には世に出されることなく未発表のまま遺されていたが、1900年にユルゲンソンより出版されて遺作として作品番号80を与えられた。作曲時期は作品1よりも以前であるが、作品番号が大きな数字であるのはこのためである。
このピアノソナタがこれまでに大きな注目を集めたことはなく、曲の出来具合に見合わない低い評価を与えられることも少なくない。本作にはロベルト・シューマンの影響が色濃く表れている。
チャイコフスキーは本作の第3楽章を移調した上でオーケストレーションを施し、交響曲第1番ト短調 作品13の第3楽章に転用した。

## 演奏時間
約27-28分。

## 楽曲構成

### 第1楽章
Allegro con fuoco 4/4拍子 嬰ハ短調
ソナタ形式。下降音型に続いて和音を繰り返す譜例1の第1主題に開始する。
譜例1
後のオペラ『エフゲニー・オネーギン』を思わせるような推移を経て、ホ長調の第2主題が提示される（譜例2）。この主題は特にシューマンを強く想起させる性格を有する。
譜例2
第2主題が反復されて歌われると、新しい素材を用いたコデッタで提示部を終えて展開部へと続く。展開部前半は主に第2主題、後半は第1主題を扱い、技巧的な見せ場を置いて静まると再現部となる。嬰ハ短調で奏される第1主題に対して第2主題はエンハーモニックの関係にある変ニ長調での再現となる。左右の手の役割を入れ替えるなどしながら第2主題の再現を終えると嬰ハ短調へ回帰し、第1主題に基づくコーダの最後にはアンダンテへと速度を落として静かな終結となる。

### 第2楽章
Andante 3/4拍子 イ長調
譜例3の素朴な主題により開始する。
譜例3
プレストの動きが2小節挿入されてから主題を繰り返す。次にマズルカ風のリズムによるエピソードが現れる。その付点のリズムが伴奏音型へと変貌を遂げ、中声部にて譜例3を再現する。マズルカ風エピソードを堂々と奏した後、譜例3が繊細な伴奏とともに歌われてそのまま楽章を終わりへと導く。

### 第3楽章
SCHERZO, Allegro vivo 3/8拍子 嬰ハ短調
冒頭より忙しない印象を与える譜例4が提示される。この主題は本作の翌年に書かれた交響曲第1番において、半音低く移調された上でやはり第3楽章スケルツォとして用いられている。チャイコフスキーの管弦楽的なピアノ書法が注目される。
譜例4
トリオは交響曲には用いられなかった。表情豊かにイ長調の旋律が奏される（譜例5）。
譜例5
自由に16分音符が駆け回る簡潔な中間部を経て譜例5が再び奏され、譜例4のリズムを用いた導入からスケルツォ部へと戻っていく。終わりに譜例5の回想が置かれ、さらにプレストでクレッシェンドしながらスケルツォ主題の結尾が急速に駆け上がる。ただちにアダージョとなって準備が行われ、そのままアタッカで終楽章へと接続される。

### 第4楽章
Allegro vivo 2/2拍子 嬰ハ短調
ソナタ形式。まず劇的な第1主題が提示される（譜例6）。ここでもシューマンの影響は明らかで、若書き故のぎこちなさと尊大さが同居している。
譜例6
第2主題は広いポジションの和音からなる（譜例7）。ここには後年のチャイコフスキーに通じる要素が多数見出される。
譜例7
展開部では両方の主題が力強く展開される。前半は8分音符が急速に動き回り、後半は対位法的に半音階で動く音が重ねられていく。突然のフォルテで再現部となり、両主題を順次再現する。コーダも2つの主題に基づいており、最後は変ニ長調となって輝かしく全曲を締めくくる。